# Arretierung

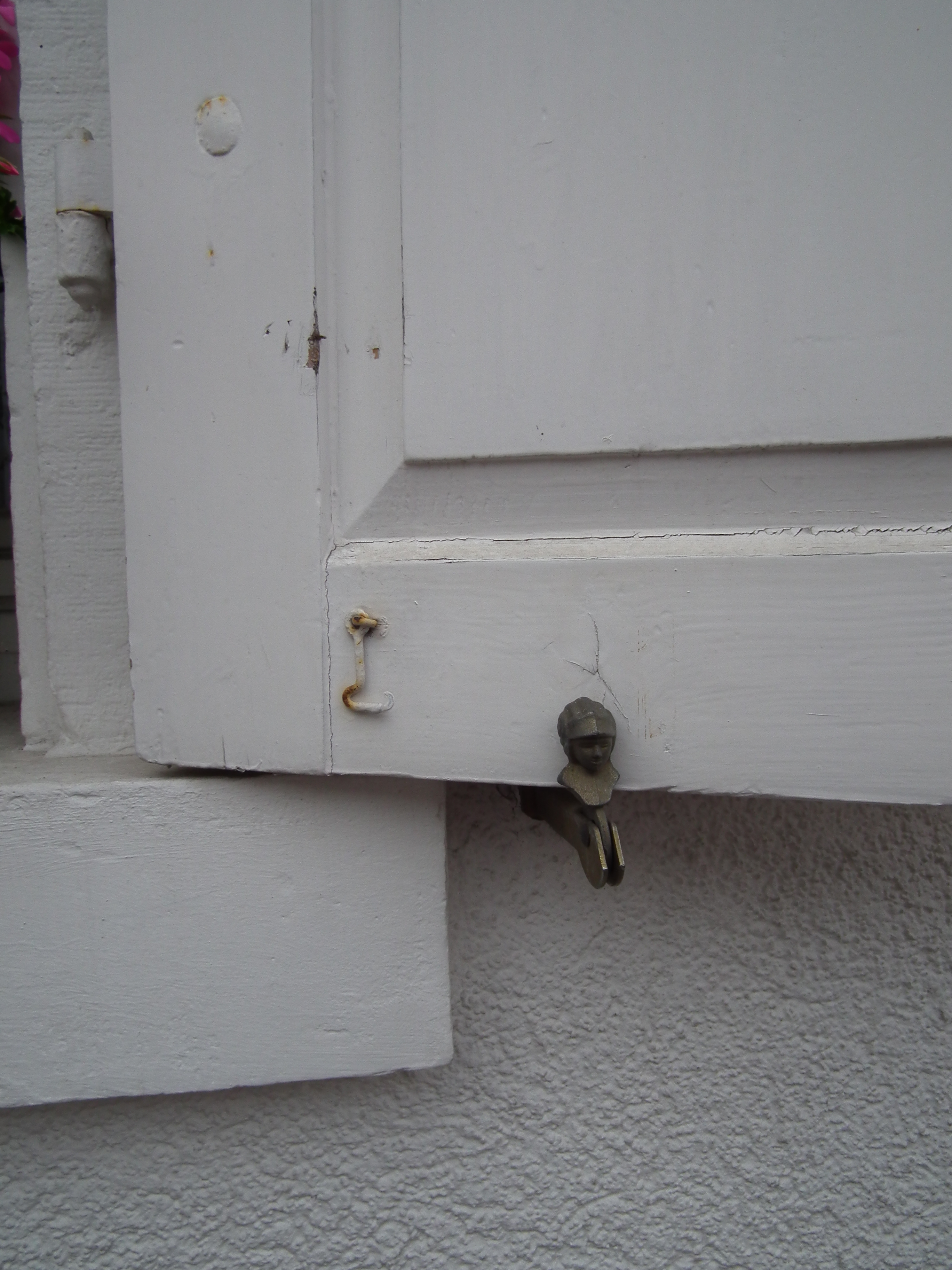
Arretierung eines Fensterladens

Eine Arretierung ist eine mechanische Vorrichtung zum Feststellen beweglicher Teile oder auch der mechanische Vorgang des Feststellens beweglicher Teile.
So können z. B. die Sitze im PKW in ihren Laufschienen verschoben und dann in der für die Insassen passenden Lage arretiert werden.
Der Arretierungsmechanismus wird ebenfalls beim Druckknopfkugelschreiber eingesetzt, um sicherzustellen, dass die Mine in der Schreibposition bleibt. 
Eine andere Anwendung ist das Sichern von Maschinen- oder Geräteteilen zum Schutz vor Beschädigungen beim Transport.
Zum Arretieren werden hauptsächlich Rasten, Sicherungsbolzen, Schrauben und Klemm- oder Spannvorrichtungen verwendet.